# Йыхвиский район
Йыхвиский район — административно-территориальная единица в составе Эстонской ССР, существовавшая в 1950—1962 годах. Центр — Йыхви. Население по переписи 1959 года составляло 42,3 тыс. чел. Площадь района в 1955 году составляла 2082,5 км².

## История
Йыхвиский район был образован в 1950 году, когда уездное деление в Эстонской ССР было заменено районным. В 1952 году район был включён в состав Таллинской области, но уже в апреле 1953 года в результате упразднения областей в Эстонской ССР район был возвращён в республиканское подчинение.
14 октября 1960 года Йыхвиский район был упразднён, а его территория передана в подчинение горсовету Кохтла-Ярве.

## Административное деление
В 1955 году район включал 2 города (Йыхви и Ахтме), 2 рабочих посёлка (Вийвиконна и Сомпа) и 12 сельсоветов: Алайыэский, Алутагусеский (центр — Водова), Вайвараский (центр — Ууэ-Сытке), Ийсакуский, Иллукаский (центр — Рауди), Йыхвиский (центр — Паргитагусе), Кохтлаский (центр — Кохтла-Ярве), Мяэтагусеский (центр — Кийкла), Пагариский, Таммикуский (центр — Пуру), Тойлаский, Ялмаский. На территории района также располагались посёлки городского типа Кохтла, Кукрузе, Нарва-Йыэсуу и Силламяэ, административно не входившие в состав района.